# Herb gminy Chojnów
Herb gminy Chojnów – jeden z symboli gminy Chojnów.

## Wygląd i symbolika
Herb przedstawia tarczę podzieloną na trzy części (dwie od strony lewej, oraz jedną od strony prawej). Pierwsza górna część od strony lewej jest koloru złotego z czarnym koronowanym orłem. 
Dolna część od strony lewej przedstawia szachownicę (nawiązanie do herbu Księstwa legnickiego, na którego to dawnych ziemiach gmina się znajduje) składającą się z kolorów czerwonego oraz srebrnego (5 pól czerwonych, w tym trzy przycięte i pięć pól srebrnych, w tym jedno przycięte). 
Prawa część jest koloru fioletowego, z czarnym wiatrakiem (przedstawia wiatrak Jerzmanowicach) oraz dwie srebrne ryby.